# Pterostichus humboldti
Pterostichus humboldti är en skalbaggsart som beskrevs av Thomas Casey. Pterostichus humboldti ingår i släktet Pterostichus och familjen jordlöpare. Inga underarter finns listade i Catalogue of Life.